# عبد الحسين أسد الله
عبد الحسين بن محمد تقي بن حسن الأنصاري الكاظمي (1866 - فبراير 1918) فقيه جعفري وشاعر عثماني عراقي.  ولد في مدينة النجف  لأسرة معروفة  تعود أصولها إلى  تستر في خوزستان.  درس على أبيه في الكاظمية، ثم عاد إلى النجف سنة 1892 فدرس على علمائها. ثم رجع إلى الكاظمية مدرّسًا ومرجعًا دينيًا. ألف كتبًا وأضاف شروحًا، وله أشعار. توفي عن عمر ناهز 52 عامًا. 

## سيرته
هو عبد الحسين بن محمد التقي بن حسن بن أسد الله الأنصاري الكاظمي. ينتمي إلى أسرة تعود أصولها إلى مدينة تستر أو دزفول في خوزستان. ولد سنة 1283 هـ في النجف ونشأ بها حيث كان أبوه يقيم فيها  لطلب العلوم الدينية. ثم عادرها مع والده إلى‌ الكاظمية وهو في الحادية عشرة، فأخذ بها علومه عن أبيه. ثم عاد إلى‌ النجف سنة 1310 هـ/  1892 م فأخذ عن جملة من الفقهاء، منهم: رضا الهمداني، ومحمد كاظم الخراساني، ومحمد طه نجف، وحسين الخليلي وغيرهم. 

عاد إلى‌ الكاظمية بعد وفاة والده سنة 1327 هـ/ 1909 م وقام مقامه في الإمامة والتدريس وصار مرجعًا دينيًا واشتغل بالتدريس وأصبح زعيمًا دينيًا فيها. 

توفي في الكاظمية أواسط ربيع الآخر/ يناير  أو جمادى الاُولى سنة 1336/ فبراير 1918 ودفن فيها بمقبرة والده. 

## شعره
كان شاعرًا أديبًا، نظم في فنون الشعر وأغراضه المتعددة. جاء في معجم البابطين عنه 
 ومن شعره «يقرّبني للوداع»:

## مؤلفاته
- «المقاييس الغراء»، رسالة في الاستثناء
- «كراس في معنى‌ حديث «اتباع النظرة النظرة»
- «حاشية على‌ مباحث القطع من رسائل الأنصاري»
- «الهداية في شرح الكفاية»
- «كنز التحقيق في كيفيّة الأمارة والطريق»
- «رسالة في شرح باب الظنّ»
- «الدرّ المنضود في واجب الوجود»
- مجموعة شعريّة

## وصلات خارجية
- في بوابة الشعراء
- في «شعر ريشة»